# Покровська сільська рада (Мамонтовський район)
Покро́вська сільська рада (рос. Покровский сельский совет) — сільське поселення у складі Мамонтовського району Алтайського краю Росії.
Адміністративний центр — село Покровка.

## Населення
Населення — 958 осіб (2019; 1014 в 2010, 1120 у 2002).

## Склад
До складу сільської ради входять:
| Населений пункт | Населення, осіб (2002) | Населення, осіб (2010) |
| --------------- | ---------------------- | ---------------------- |
| Борково, село   | 10                     | 3                      |
| Покровка, село  | 1110                   | 1011                   |